# Danh sách đảo Thụy Điển
Đây là danh sách các đảo của Thụy Điển. Theo báo cáo thống kê năm 2013, có tổng số 267.570 hòn đảo ở Thụy Điển, trong đó có ít hơn 1000 hòn đảo có người sinh sống. Tổng diện tích là 1,2 triệu ha (12.000 km²), tương ứng với 3% tổng diện tích đất liền của Thụy Điển.
Thống kê dân số từ năm 2015.

## Các đảo theo kích thước
| Hòn đảo         | Diện tích | Dân số  |
| --------------- | --------- | ------- |
| Gotland         | 2994 km²  | 57.000  |
| Öland           | 1342 km²  | 25.000  |
| Södertörn       | 1207 km²  | 800.000 |
| Orust           | 346 km²   | 15.000  |
| Hisingen        | 199 km²   | 125.000 |
| Värmdö          | 181 km²   | 48.000  |
| Tjorn           | 148 km²   | 15.000  |
| Väddö và Björkö | 128 km²   | 1.700   |
| Faro            | 113 km²   | 500     |
| Selaön          | 95 km²    | 1.800   |
| Gräsö           | 93 km²    | 800     |
| Svartsjölandet  | 82 km²    | 8.700   |
| Hertson         | 73 km²    | 22.000  |
| Alnön           | 68 km²    | 8,298   |
| Ekerö và Munsö  | 68 km²    | 11.524  |
| Tosterön-Aspön  | 66 km²    | 3.600   |
| Ingarö          | 63 km²    | 6.900   |
| Ljusterö        | 62 km²    | 1.500   |
| Torsö           | 62 km²    | 520     |
| Ammeron         | 60 km²    | 100     |
| Kallandsö       | 57 km²    | 1.100   |

## Các hòn đảo nổi tiếng khác
- Adelsö
- Björkö (Birka)
- Frösön
- Gåsö
- Gotska Sandön
- Helgö
- Holmöarna
- Koster Islands
- Lidingö
- Märket
- Mjältön
- Stora Karlsö
- Ven
- Visingsö
- Furusund